# Коронавірусна хвороба 2019 на військово-морській базі Гуантанамо
Епідемія коронавірусної хвороби 2019 на військово-морській базі Гуантанамо — це поширення пандемії коронавірусної хвороби 2019 на територію військово-морської бази Гуантанамо, яку використовують США, розміщеної на території Куби. Перший випадок коронавірусної хвороби на території бази зареєстровано 24 березня 2020 року. З квітня 2020 року Міністерство оборони США наказало керівництву бази не оприлюднювати статистику коронавірусної хвороби на території бази.

## Хронологія
24 березня 2020 року був підтверджений перший випадок коронавірусної хвороби на військово-морській базі Гуантанамо, повідомлено, що позитивний результат тестування виявлено в одного з військовослужбовців.
25 березня 2020 року школа на військово-морській базі Гуантанамо перейшла на дистанційне навчання для запобігання поширення COVID-19.
15 квітня 2020 року після запровадження 24 березня первинних карантинних заходів Об'єднана робоча група бази Гуантанамо з питань боротьби з поширенням хвороби видала оновлений перелік заходів для запобігання поширення хвороби на мешканців бази, дислокований персонал або ув'язнених на території бази Гуантанамо. Ці заходи передбачали обов'язковий карантин протягом 2 тижнів після прибуття на територію бази.
2 травня 2020 року у зв'язку із забороною приїзду на територію бази внаслідок пандемії коронавірусної хвороби, адвокати та інші учасники процесу планують провести відео-чат із 5 обвинуваченими у справі США проти Халіда Шейха Мухаммеда, що є одним із судових процесів, пов'язаним з терористичним актом 11 вересня 2001 року. Деякі з підсудних, зокрема Халід Шейх Мохаммед, Валід бін Атташ, Рамзі бін аль-Шибх, Аммар аль-Балучі та Мустафа Ахмад аль-Хавсаві, мають адвокатів, яких міністерство оборони США вважає «ризикованими» щодо захворюваності коронавірусною хворобою, тому рекомендує їм запобігати прямому спілкуванню із ув'язненими. Регулярні щоквартальні візити адвокатів мали відновитись до серпня 2020 року.
28 травня 2020 року група сенаторів США, зокрема Берні Сандерс і Елізабет Воррен, опублікували відкритий лист, у якому висловили свою занепокоєність тим, що на військово-морській базі Гуантанамо може відбутися значний спалах COVID-19.

## Вплив епідемії

### Охорона здоров'я
На території військово-морської бази Гуантанамо є невелика лікарня. Медичні працівники проводять перевірку температури тіла, та надсилають частину зразків біоматеріалу до США для тестування на коронавірус.
Ув'язнені на військово-морській базі Гуантанамо не можуть потрапити в США для лікування, тому Пентагон направляє медичні бригади за потреби серйозного лікування ув'язнених. Представники командування бази заявили, що вони не проводили тестування жодного з ув'язнених, оскільки ніхто з них не відповідав вимогам щодо тестування. Вони також відмовились повідомити, скільки тестувань проведено на базі, посилаючись на секретність даних. Невідомо, чи є на базі Гуантанамо хоч один апарат штучної вентиляції легень.

### Групи ризику
Вік ув'язнених на військово-морській базі Гуантанамо коливається від 30 до 72 років. Літні ув'язнені, які мають низку хронічних хвороб, зокрема хвороби серцево-судинної системи та цукровий діабет, були переведені від молодших в'язнів.

### Освіта
Школа на військово-морській базі Гуантанамо перейшла на дистанційне навчання 25 березня 2020 року, і стала останньою школою серед шкіл, підпорядкованих міністерству оборони США, яка зробила це. у навчанні учні використовували програму Google Classroom. Не було відомо, чи зможуть 8 випускників школи провести випускну вечірку 5 червня 2020 року.